# Archie (Dackel)

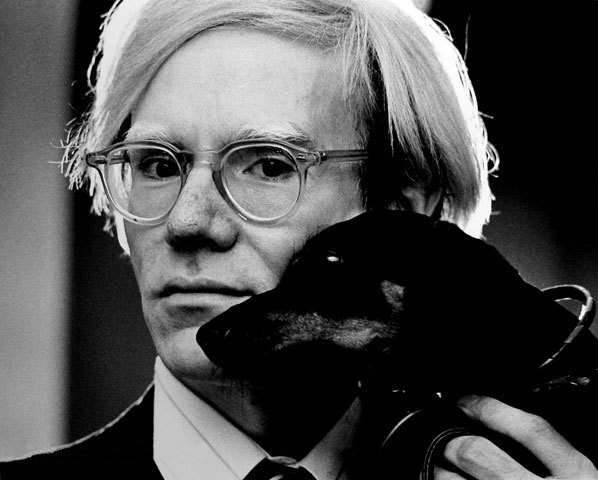
Archie und Andy Warhol

Archie Warhol (* 3. August 1972; † nach 1987) war ein Dackel im Besitz des US-amerikanischen Künstlers, Filmemacher und Verleger Andy Warhol, einem der bedeutendsten Vertreter der Pop Art in den USA.

## Leben und kunstgeschichtliche Bedeutung
Da Archie ein stetiger Begleiter von Warhol war und Warhol ihn auch  in seinen Werken darstellte, hatte er nach kurzer Zeit selber einen Prominentenstatus. Archie begleitete ihn zu Fotoshootings, Vernissagen, zu Partys, in Restaurants, zu Interviews und sogar ins Studio 54. Warhol behandelte Archie als sein Alter Ego, wenn er mit Fragen konfrontiert wurde, die er nicht beantworten wollte. So lenkte er diese geschickt um und gab sie spielerisch an Archie weiter. In Restaurants saß Archie oftmals auf Warhols Schoß und fraß die Essensreste. Für den Fall, dass zufällig ein Gesundheitsinspektor vorbeikommen sollte, war er immer sorgfältig unter Warhols Serviette versteckt.
Einige Jahre nach Archies Anschaffung legte sich Warhol einen weiteren Dackel namens Amos zu.